# Maria Filomena Molder
Maria Filomena Molder (Lisboa, 1950) es una filósofa e investigadora portuguesa, catedrática universitaria de estética, la rama filosófica que estudia la esencia y la percepción de la belleza.

## Biografía
Molder nació en Campo de Ourique en 1950 y creció en Restelo, en Lisboa. Asistió a la Escuela Secundaria Rainha Dona Leonor, actualmente Escuela Secundaria Rainha Dona Amélia, donde comenzó a estudiar filosofía a la edad de 15 años.
Ese mismo año, tomó clases de baile en el Conservatorio y en el Teatro Nacional de San Carlos, aunque tuvo que interrumpirlas a los 17 años al contraer tuberculosis. A esa edad, coreografió y bailó junto a su hermana Maria do Carmo y sus compañeros de la universidad, La consagración de la primavera de Igor Stravinsky, dentro de un espectáculo de teatro, canto y danza contemporánea. La obra fue inicialmente censurada, no permitiéndose su representación en escuelas secundarias. Finalmente debutó en el claustro del Monasterio de los Jerónimos de Belém, gracias al apoyo del padre Felicidade Alves, que era muy activo políticamente.
A los 18 años conoció al fotógrafo portugués Jorge Molder, con quien se casó y tuvo dos hijas, ambas artistas, Catarina Molder, cantante, y Adriana Molder, pintora.

## Trayectoria
Molder estudió Filosofía en la Facultad de Ciencias Sociales y Humanas de la Universidad Nueva de Lisboa, y fue alumna de Fernando Gil, que fue también el tutor de su tesis doctoral sobre el autor alemán Johann Wolfgang von Goethe. Centrándose en cuestiones que reflejan intereses de investigación para cuestiones morfológicas, Molder concluyó su doctorado en filosofía en 1992 con una tesis titulada Pensamiento morfológico de Goethe (INCM, Lisboa, 1995).
Molder fue profesora de filosofía medieval y después estética. Hasta 2013, dio clases en la Facultad de Ciencias Sociales y Humanas de la Universidad Nueva de Lisboa. También fue profesora invitada en la Escuela de Estudios Superiores en Ciencias Sociales de París en 2011, miembro del Consejo Científico del Collège International de Philosophie en París entre 2003 y 2009, del Groupe International de Recherches sur Nietzsche (GIRN) y del Instituto de Filosofía de la Universidad Nueva de Lisboa (Ifilnova).
Molder comenzó en 1978 a escribir extensamente sobre estética para revistas filosóficas y literarias. Ha participado en numerosas conferencias, congresos y reuniones, tanto en Portugal como en otros países desde 1980. Como investigadora, ha publicado en numerosas publicaciones científicas y, desde 1984, también escribió textos para catálogos de artistas y otras publicaciones sobre arte de manera integral. 
Su admiración por la escritora portuguesa Agustina Bessa-Luís, se vio reflejada en su participación en el Coloquio internacional dedicado a la autora en 2018 en UTAD. Molder se posicionó en contra del acuerdo de ortografía de 1986.
Molder fue coautora y locutora del programa radiofónico «Ruas de sentido único» (Antena 2, mayo-julio de 2019), junto a Nélio Conceição y Nuno Fonseca. Con trece episodios, se reflexionaba sobre la experiencia estética de la ciudad contemporánea. Formaba parte del proyecto de investigación que ella coordina «Fragmentación y reconfiguración: la experiencia de la ciudad, entre arte y filosofía», (2018-2021), financiado por la Fundação Ciência e Tecnologia.

## Obra
Molder es una de los filósofas más leídas en Portugal. En 2016 escribió Rebuçados Venezianos (Dulces venecianos), titulado así en homenaje a la pintora portuguesa Luísa Correia Pereira. Es una colección de ensayos basada en el trabajo de artistas plásticos como la escultora franco-estadounidense Louise Bourgeois, la pintora española Lourdes Castro, el escultor británico Antony Gormley y la pintora portuguesa Maria Helena Vieira da Silva. En 2017 publicó Dia Alegre, Dia Pensante, Dias Fatais (Relógio d 'Água), una compilación de ensayos sobre poetas, que comienza con un tributo a su madre incorporando un texto sobre un dibujo que esta le hizo y que siempre le impresionó.
Molder también escribió varios artículos científicos sobre estética publicados en revistas de filosofía y literatura, como Filosofia e Epistemologia, Prelo, Análise, Revista Ler, Sub-Rosa, A Phala, Internationale Zeitschrift für Philosophie, Philosophica, Belém, Dedalus, Intervalo, Rue Descartes, Chroniques de Philosophie, La Part de l’Oeil, Cadernos Nietzsche, Lettre International.
Además, también colaboró en la edición de textos del catálogo y otras publicaciones sobre arte y artistas, tanto portugueses como extranjeros, entre los que se incluyen Jorge Martins, Ruy Leitão, Rui Chafes, Helena Almeida, Ana Vieira, Luísa Correia Pereira, Julião Sarmento, Rui Sanches, António Sena, José Pedro Croft, Bernard Plossu, Juan Muñoz, Noronha da Costa, Antony Gormley, Louise Bourgeois, Francisco Tropa, Amadeo de Souza-Cardoso, Alberto Giacometti y Alexandre Conefrey.

## Libros
- 2017 - Dia Alegre, Dia Pensante, Dias Fatais, Relógio d’Água, Lisboa.

- 2017 - Cerimónias, Chão da Feira, Belo Horizonte.

- 2016 - Depósitos de Pó e Folha de Ouro, Lumme Editor, São Paulo.

- 2016 - Rebuçados Venezianos, Relógio d’Água, Lisboa.

- 2014 - O Perseguidor das Sombras, Lumme Editor, São Paulo.

- 2014 - As Nuvens e o Vaso Sagrado, Relógio d’Água, Lisboa.

- 2011 - O Químico e o Alquimista. Benjamim Leitor de Baudelaire, Relógio d’Água, Lisboa.

- 2009 - Símbolo, Analogia e Afinidade, Edições Vendaval, Lisboa.

- 2005 - O Absoluto que Pertence à Terra, Edições Vendaval, Lisboa.

- 2003 - A Imperfeição da Filosofia, Relógio d’Água, Lisboa.

- 1999 - Matérias Sensíveis, Relógio d’Água, Lisboa.

- 1999 - Semear na Neve. Estudos sobre Walter Benjamin, Relógio d’Água, Lisboa.

- 1995 - O Pensamento Morfológico de Goethe, IN-CM, Lisboa.

## Reconocimientos
Molder ha sido premiada en dos ocasiones con el Prémio P.E.N Clube Português de Ensaio, que desde 1981 reconoce el mejor ensayo publicado en el año anterior. En el año 2000, por su libro Semear na Neve. Estudos sobre Walter Benjamin (Relógio d’Água, Lisboa, 2011) y en el 2012 por el libro O Químico ea Alquimista. Benjamin Baudelaire Reader (Relógio d'Água, Lisboa, 2011).
En 2017, la Asociación Internacional de Críticos de Arte (AICA) y la Fundação Carmona e Costa (FCC), en su tercera edición, otorgaron a Molder el 1.er Premio de Ensayo y Crítica de Arte y Arquitectura para el bienio 2015/2016, por su colección de ensayos Rebuçados Venezianos (Relógio D´Água, 2016).